# Böðvar Böðvarsson
Böðvar Böðvarsson (Hafnarfjörður, 9 aprile 1995) è un calciatore islandese, difensore del FH Hafnarfjörður.

## Caratteristiche tecniche
È un terzino sinistro.

## Carriera

### Nazionale
Il 10 gennaio 2017 ha esordito con la Nazionale islandese disputando l'amichevole vinta 2-0 contro la Cina.

## Statistiche

### Cronologia presenze e reti in nazionale
| Cronologia completa delle presenze e delle reti in nazionale ― Islanda | Cronologia completa delle presenze e delle reti in nazionale ― Islanda | Cronologia completa delle presenze e delle reti in nazionale ― Islanda | Cronologia completa delle presenze e delle reti in nazionale ― Islanda | Cronologia completa delle presenze e delle reti in nazionale ― Islanda | Cronologia completa delle presenze e delle reti in nazionale ― Islanda | Cronologia completa delle presenze e delle reti in nazionale ― Islanda | Cronologia completa delle presenze e delle reti in nazionale ― Islanda |
| Data                                                                   | Città                                                                  | In casa                                                                | Risultato                                                              | Ospiti                                                                 | Competizione                                                           | Reti                                                                   | Note                                                                   |
| ---------------------------------------------------------------------- | ---------------------------------------------------------------------- | ---------------------------------------------------------------------- | ---------------------------------------------------------------------- | ---------------------------------------------------------------------- | ---------------------------------------------------------------------- | ---------------------------------------------------------------------- | ---------------------------------------------------------------------- |
| 15-1-2017                                                              | Guangxi                                                                | Cina                                                                   | 0 – 2                                                                  | Islanda                                                                | Amichevole                                                             | -                                                                      | 59’                                                                    |
| 10-1-2017                                                              | Guangxi                                                                | Islanda                                                                | 0 – 1                                                                  | Cile                                                                   | Amichevole                                                             | -                                                                      | 90’                                                                    |
| 8-2-2017                                                               | Las Vegas                                                              | Messico                                                                | 1 – 0                                                                  | Islanda                                                                | Amichevole                                                             | -                                                                      | 77’                                                                    |
| 11-1-2019                                                              | Doha                                                                   | Islanda                                                                | 2 – 2                                                                  | Svezia                                                                 | Amichevole                                                             | -                                                                      |                                                                        |
| 14-11-2019                                                             | Istanbul                                                               | Turchia                                                                | 0 – 0                                                                  | Islanda                                                                | Qual. Euro 2020                                                        | -                                                                      |                                                                        |
| Totale                                                                 |                                                                        | Presenze                                                               | 5                                                                      |                                                                        | Reti                                                                   | 0                                                                      |                                                                        |